# Santa Maria de Matadars
Santa Maria del Marquet és una obra del municipi del Pont de Vilomara i Rocafort (Bages) declarada bé cultural d'interès nacional. Aquesta església preromànica és situada al costat de la Masia del Marquet a 1 km escàs del municipi del Pont de Vilomara i Rocafort per la carretera de Sant Vicenç de Castellet. També coneguda per el Marquet.
Al Museu Nacional d'Art de Catalunya (MNAC), procedent d'aquesta església, s'exposa la Mare de Déu de Matadars, una talla de la segona meitat del segle xii amb restes de policromia de 60 x 33 x 28 cm.
Edifici d'una nau amb volta de canó, dos arcs torals, fris al llarg dels murs i finestres de doble esqueixada. Consta d'una capçalera preromànica de clara influència mossàrab del segle x amb absis rectangular, que s'obre en un creuer (braç sud escapçat) dividit per arcs de ferradura. El 1950 es reconstrueix i s'obre al culte. Amb el pas del temps. s'anirà malmetent altre cop fins al punt de què l'any 2003, davant el perill imminent d'esfondrament d'un exemplar únic del preromànic, es comença a restaurar d'una forma exhaustiva.

## Descripció

Mare de Déu de Matadars - Museu Nacional d'Art de Catalunya

L'església de Santa Maria de Matadars es troba a frec de la masia del Marquet (de la qual pren el nom amb què també és coneguda), en un apèndix de l'extrem W del terme de Mura, al peu de la carretera de Manresa a Sant Vicenç de Castellet, prop el Pont de Vilomara, dins d'una moderna urbanització. Documentada des de mitjan segle x, té dues parts ben diferenciades: la capçalera preromànica, de tradició mossàrab o paleocristiana, i la nau romànica del segle xi. L'església fou parcialment restaurada el 1950.
La capçalera, que correspon molt probablement a una primitiva església de tres naus, és força original i complexa. Està compartimentada en dos petits santuaris o absis de planta trapezoïdal (un de tercer, el de migdia, fou mutilat posteriorment) i un espai central, que constitueix el creuer, comunicats entre si mitjançant arcs de ferradura. El santuari central, constituït pròpiament en absis, sobresurt notablement dels laterals, que es disposen al flanc a manera de transsepte. Tot aquest sector és cobert amb voltes de canó. Al lloc que correspondria al creuer hi ha un cos sobresortint a manera de cimbori allargassat, sense cap connexió interna amb l'edifici.
L'element més destacat del conjunt són els dos arcs de ferradura que comuniquen l'absis central amb el creuer, i el creuer amb la nau. Són molt ultrapassats, amb encongiment manifest dels muntants i amb les pedres de l'arc disposades radialment. També són de ferradura els dos petits arcs que comuniquen el creuer amb les capelles laterals, i la finestra de l'absis principal.
La nau romànica, coberta amb volta de canó sobre dos arcs torals, és d'aparell més regular i escairat, i es va adaptar al segle xi a aquesta capçalera antiga, amb una notable desviació vers el NW. La façana de ponent té un portal de punt rodó, amb un senzill arc de pedres en disposició radial, una finestra en forma de creu al damunt i les restes d'una petita espadanya.
A l'interior, entre el darrer arc toral i la capçalera hi ha restes de pintures murals a la volta, formades per unes caselles dins les quals hi ha unes estilitzacions vegetals, molt semblants a les de Sant Pere de Vallhonesta (Sant Vicenç de Castellet), i que devien decorar tota la nau. La seva cronologia és discutida, però tot i que se les ha volgut fer contemporànies de la nau, semblen molt més tardanes.

## Història
El lloc i l'església de Matadars són coneguts documentalment des del 956, en què Ansulf cedí l'alou de "Matadarcs" amb les seves esglésies i altars al monestir de Santa Cecília de Montserrat. A mitjan segle xii, l'església és esmentada com a parròquia del bisbat de Vic, però perdé aquesta condició per manca de poblament. Centre d'una quadra (amb només tres famílies el segle xvi) propietat del monestir de Montserrat, passà a simple capella i després restà sense culte.

## Documents antics
El 5 de gener del 955 es fa referència al terme de la vila de Matadarcus, situat a Néspola, denominació antiga de part del terme del Pont de Vilomara i Rocafort i també del de Mura, en un document de venda d'una vinya per part de Maria i els seus fills a Cesáreo, abat del monestir de Santa Cecília de Montserrat. Un any més tard, al 956, Ansulfo dona a l'abat Cesáreo unes terres del comtat de Manresa, prop del riu Llobregat, on hi ha la vila de Matadars, amb unes esglésies, altars i altres santuaris.